# ナンベトダム
ナンベトダム はトーゴの高原州のモノ川流域、河口から北に160キロメートル程度の位置に建設されたフィルダムである。ダムは、ベナン国境にほど近いアタクパメの近くに位置する。

## 建設
ナンベトダムは1984年から1987年にかけて、トーゴとベナンに水力発電による電力を提供するとともに、漁場を作り出し、灌漑に水を供給する目的で建設された。ダムの65.6メガワットの発電所は、1987年6月に稼働を開始した。この計画には世界銀行とアフリカ開発銀行、ドイツ復興金融公庫によって9,822万米ドルの融資や開発援助が行われた。建設は主にドイツの建設会社であるホッホティーフ株式会社が担当した。

## 稼働後
ナンベトダムの目的はベナン・トーゴ両国の中期的な電力需要を満たすとともに、17億立方メートルに達する貯水を提供することであった。貯水により、年間1,000トンから1,200トンの漁獲量や、43,000ヘクタールの土地が灌漑されることが期待された。6年後のダム計画への評価では、計画が満足のいく期限内かつ予算内に完了したことが公表された。計画は二国間による協力の良い例となった。発電の目的は満足に達成されたが、漁場開発計画は失敗した。灌漑計画は想定よりも遅く進行していたものの、最初の灌漑された土地での米の栽培量は十分であった。
ナンベトダムはトーゴに必要な電力の一部を担っており、水位が下がると数カ月間にわたって発電が中断される。結果として、2016年より追加のダムがモノ川の更に下流にあるアジャララの地に建設されている。建設事業に関係する魚の生産事業やその他環境問題は計画の早い段階から考えられていた。

## 補修
2017年、ベナン・トーゴ両国の送電網管理事業を営むベナン電気共同体は、1987年の業務試運転以来目立った分解検査を受けていなかったナンベトダムの発電所の補修を請け負う会社を募集した。
ドイツの水力発電用機器の製造、取り付けを行っているフォイト・ハイドロが補修及び2基の32.5メガワットタービンの新型タービンへの交換作業に抜擢された。作業員は修理や補修中でないタービンからの出力を維持するために、一度に1基の発電機でしか作業を行えない。この補修作業は2022年の第4四半期までに、25億米ドル程度の予算で完了する予定である。